# Rote Flüh
Die Rote Flüh ist ein 2108 m ü. A. hoher Berg in den Tannheimer Bergen, einer Untergruppe der Allgäuer Alpen. Sie besteht aus Wettersteinkalk. Seinen Namen hat der Berg wegen seiner schichtweisen Einsprengsel von rotem Kalkgestein, die bei Sonnenuntergang auffallend rötlich aufscheinen.

## Lage und Umgebung
Mit dem ostnordöstlich gelegenen Gimpel verbindet sie die Judenscharte. Die optisch unbedeutende Graterhebung im Ostgrat trägt aufgrund der Vielzahl von Kletterrouten in ihrer Südwand den eigenständigen Namen Hochwiesler. Über den fast zwei Kilometer langen, den Schartschrofen tragenden Westgrat verläuft der Friedberger Klettersteig zum mit der Seilbahn erreichbaren Füssener Jöchl.

## Alpinismus
Der Normalweg ist ein Weg, der an einzelnen Stellen mit Drahtseilen gesichert ist; er wird deshalb häufig begangen. Vom Gimpelhaus oder der Tannheimer Hütte führt der Weg durch ein Kar an den ostseitigen Gipfelaufbau heran. Bei gutem Wetter bilden sich an dieser Schlüsselstelle oftmals Staus. Aufgrund der Lage in der 'ersten Reihe' der Alpen bietet die Rote Flüh eine hervorragende Aussicht sowohl ins flache Alpenvorland als auch zum knapp 1000 Meter unterhalb liegenden Haldensee im Tannheimer Tal.
Es gibt an der Roten Flüh etliche Klettertouren, von sehr alpinen Routen in der (kurzen) Nordwand bis hin zu Sportklettereien in allen Schwierigkeitsgraden in der Südwand. Die breite Wandflucht der Südwestwand und der Südwand der Roten Flüh gehört zu einem der populärsten Klettergebiete in den Tannheimer Bergen, alleine die Südwand bietet an die 20 Touren. Es gibt einen kleinen anfängertauglichen Klettergarten, klassische Routen wie die Alte Südwand (UIAA 4, 260 m Kletterlänge) oder die Südverschneidung (UIAA 6+, 310 m Kletterlänge), aber auch moderne alpine Sportkletterrouten wie die Via Barbara (UIAA 8+, 350 m Kletterlänge). Zwei Abseilpisten (100 Meter) führen zurück zum Fuß der Südwand.
Der Ostgrat trägt eine Hochwiesler genannte Graterhebung, in der 15 Mehrseillängen-Routen im Kletterführer von Achim Pasold aufgeführt sind. Diese werden nach Regen schnell trocken und sind deshalb auch im Frühjahr sehr beliebt. Der Hochwieslersporn enthält zum Teil sehr steile Routen in den oberen Schwierigkeitsgraden. Es gibt auch einige Baseclimps am Fuße des Hochwieslers. Vom Hochwiesler gibt es eine 30-m-Abseilpiste nach Norden und eine 100-m-Abseilpiste nach Süden, deren erste Hälfte 45 m frei hängend ist.
Nach einem aus einem Standhakenbruch resultierenden Seilschaftssturz mit insgesamt drei Toten in der Südwestwand wurden fast alle Routen nachgerüstet, zumindest die Stände sind heute (Stand 2022) mit Bohrhaken ausgerüstet. Die Sanierung erfolgte behutsam, es wurden nur alte, schlechte Normalhaken durch neue Bohrhaken ersetzt, aber keine zusätzlichen Sicherungen angebracht. Die klassischen Routen besitzen daher immer noch ihren traditionellen Charakter mit eher mäßiger Absicherung.

Rote Flüh
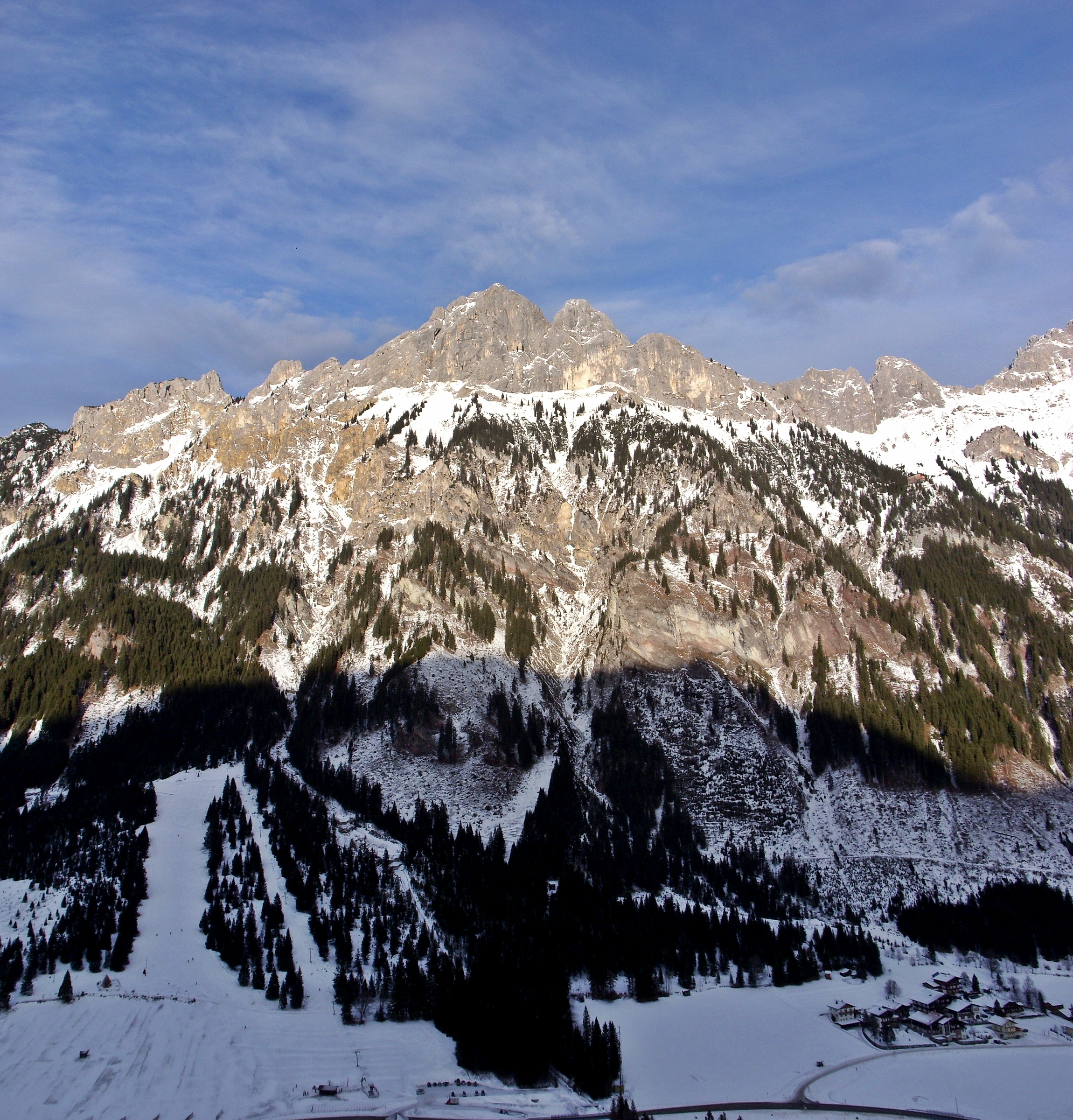
Gesamtansicht der Roten Flüh von Nesselwängle aus gesehen
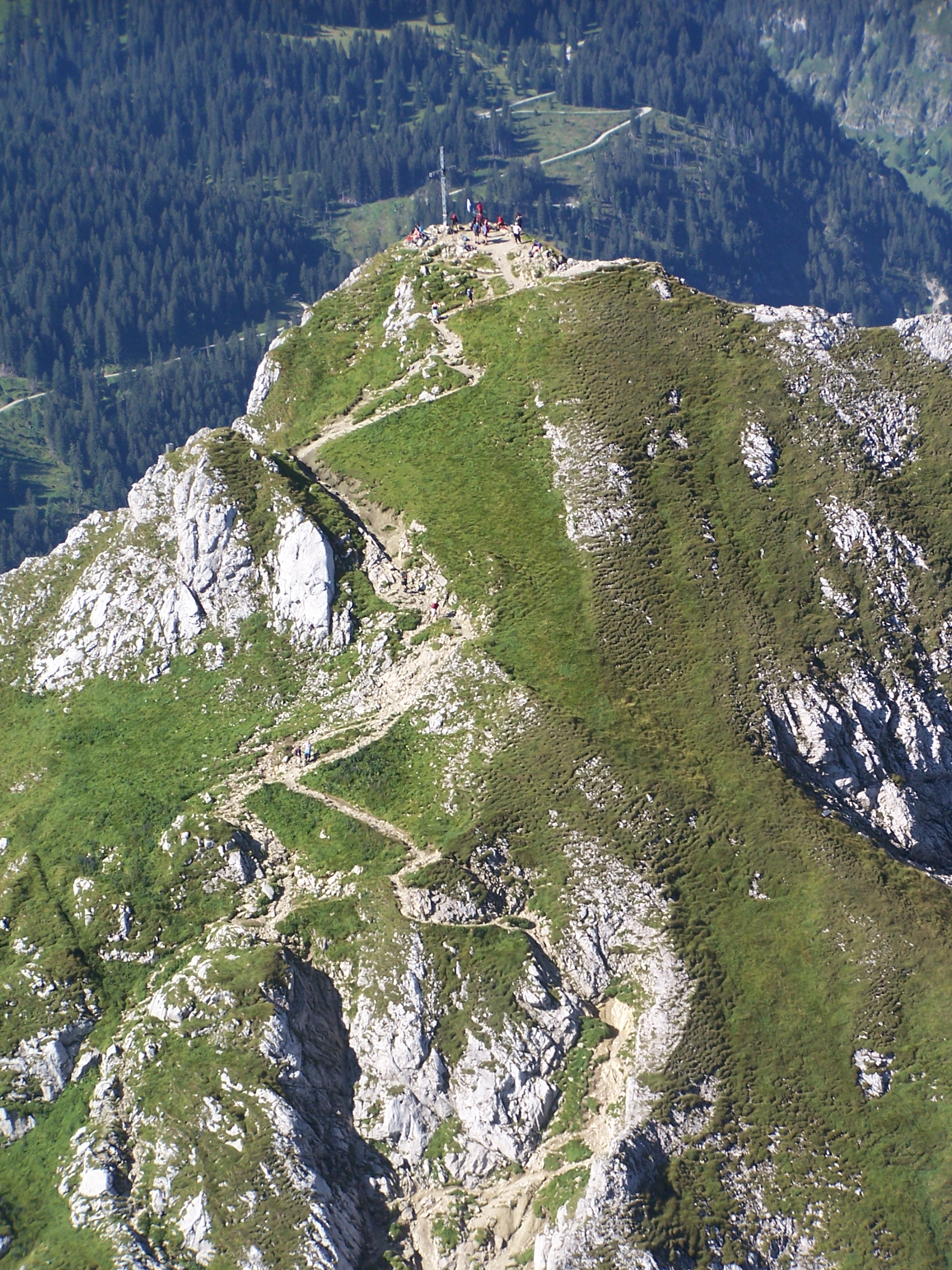
Der Schartenweg beginnt im Kar zwischen dem Gimpel und der Roten Flüh
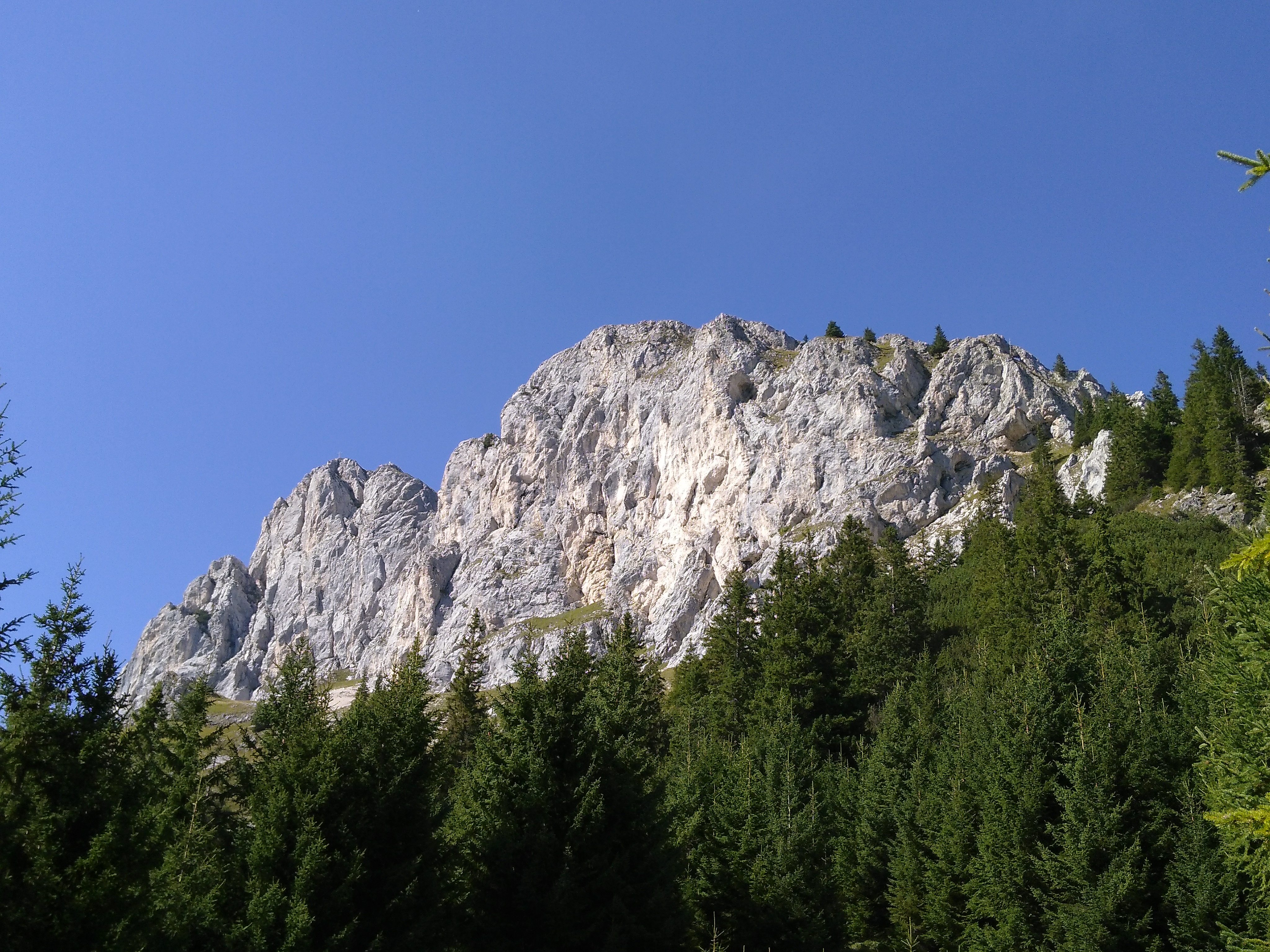
Südwand der Roten Flüh (links) und Hochwiesler (rechts) vom Gimpelhaus aus gesehen
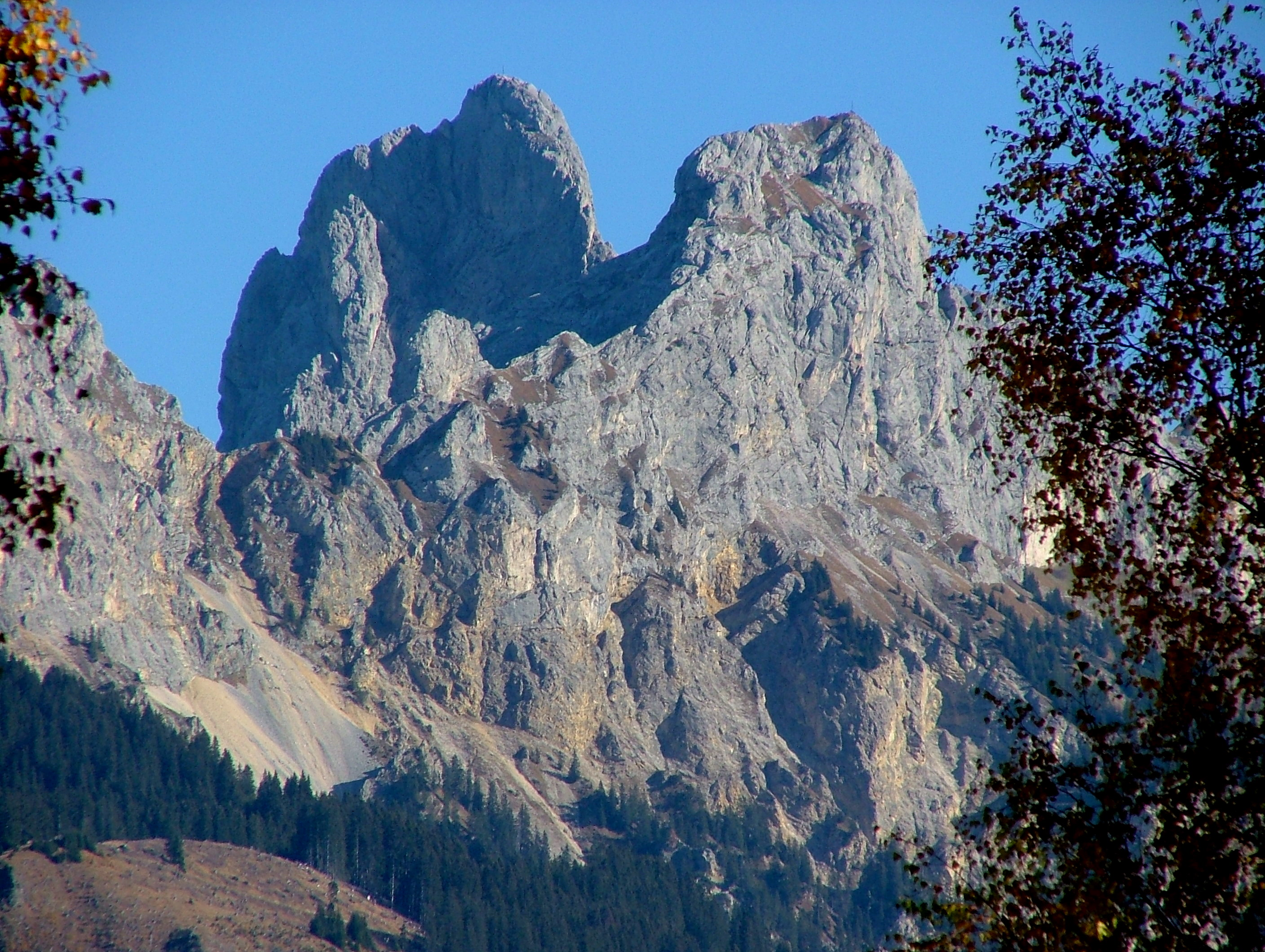
Rote Flüh Südwand
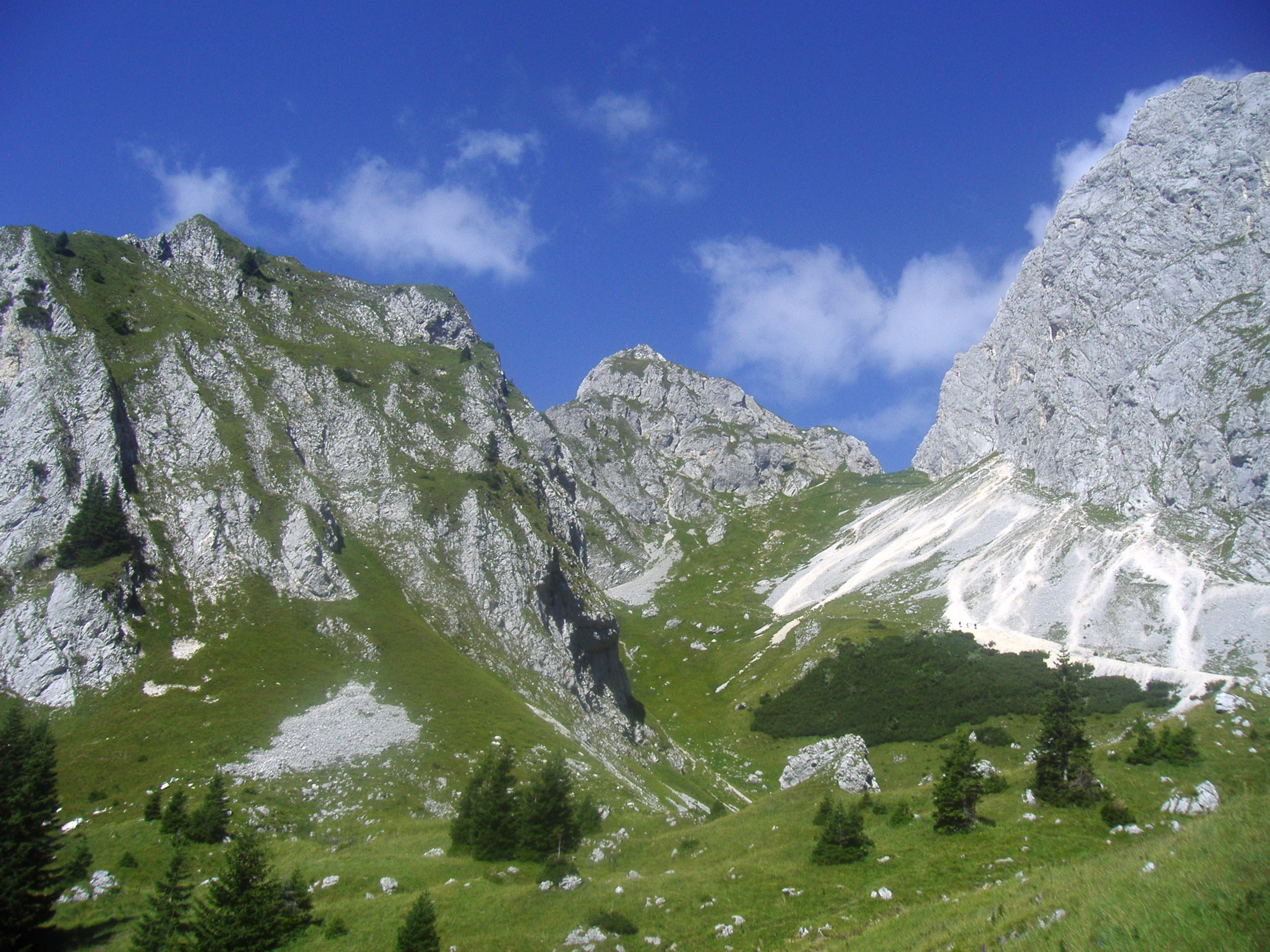
Links Rote Flüh, in der Bildmitte die Judenscharte und rechts Gimpel